# Колбешкин, Алексей Ефимович
Алексей Ефимович Колбешкин (род. 26 августа 1945) — советский государственный деятель, бригадир слесарей-инструментальщиков Воронежского производственного объединения «Электроника». Кандидат в члены ЦК КПСС в 1986—1989 годах. Член ЦК КПСС в 1989—1990 годах. Народный депутат СССР (1989—1991).

## Биография
Окончил среднюю школу.
В 1962—1966 годах — ученик слесаря, слесарь-инструментальщик Воронежского электронного завода.
В 1966—1968 годах — в Советской Армии.
В 1968—1970 годах — слесарь-инструментальщик Воронежского научно-исследовательского института. В 1970—1979 годах — слесарь-инструментальщик, с 1979 года — бригадир слесарей-инструментальщиков Воронежского научно-производственного объединения «Электроника».
Член КПСС с 1976 года.
Потом — на пенсии в городе Воронеже.

## Награды и звания
- орден Трудового Красного Знамени
- орден Трудовой Славы 3-й степени
- Государственная премия СССР
- медали